# Tour du Pays de Vaud
Le Tour du Pays de Vaud est une course cycliste par étapes suisse créée en 1967 et qui est disputé uniquement par des juniors (17/18 ans). L'épreuve fait partie de la Coupe des Nations Juniors depuis 2015. Les éditions 2020 et 2021 sont annulées en raison de la pandémie de coronavirus, celle de 2023 également, pour des raisons financières.

## Palmarès
| Année     | Vainqueur                | Deuxième               | Troisième              |
| --------- | ------------------------ | ---------------------- | ---------------------- |
| 1967      | Arthur Dahinden          |                        |                        |
| 1968      | Bruno Hubschmid          |                        |                        |
| 1969      | Adriano Bonardi          |                        |                        |
| 1970      | Werner Fretz             |                        |                        |
| 1971      | Gianbattista Baronchelli |                        |                        |
| 1972      | Denis Champion           |                        |                        |
| 1973      | Henri-Daniel Reymond     |                        |                        |
| 1974      | Serge Demierre           |                        |                        |
| 1975      | Robert Dill-Bundi        |                        |                        |
| 1976      | Jean-Marie Grezet        |                        |                        |
| 1977      | Hubert Seiz              |                        |                        |
| 1978      | Jürg Bruggmann           |                        |                        |
| 1979      | Leo Schönenberger (de)   |                        |                        |
| 1980      | annulé                   | annulé                 | annulé                 |
| 1981      | Jochen Baumann           |                        |                        |
| 1982      | Tarjus Larsen            |                        |                        |
| 1983      | Marius Frei              |                        |                        |
| 1984      | Norbert Kaustel          |                        |                        |
| 1985      | Felice Puttini           |                        |                        |
| 1986      | Jens Jentner             |                        |                        |
| 1987      | Milan Dvorščík           | Peter Bodenmann        | Daniel Van Steenbergen |
| 1988      | Alessandro Bertolini     | Andrea Zamboni         | Pavel Padrnos          |
| 1989      | Alessandro Bertolini     | Nicola Loda            | Beat Zberg             |
| 1990      | Danilo Klaar             |                        |                        |
| 1991      | Emanuele Granzotto       |                        |                        |
| 1992      | annulé                   | annulé                 | annulé                 |
| 1993      | Beat Blum                |                        |                        |
| 1994      | Rico Götz                |                        |                        |
| 1995      | Martin Elmiger           |                        |                        |
| 1996      | Rubens Bertogliati       |                        |                        |
| 1997      | Sandro Güttinger         |                        |                        |
| 1998      | Grégory Rast             |                        |                        |
| 1999      | Fabian Cancellara        |                        |                        |
| 2000      | Daniele Colli            |                        |                        |
| 2001      | Patrick Gassmann         | Stanislav Belov        | Roman Andres           |
| 2002      | Dmitry Kozontchuk        | Dion Murk              | Pascal-Dario Zaugg     |
| 2003      | Kai Reus                 | Pavel Kalinin          | Tom Stamsnijder        |
| 2004      | Michael Schär            | Roman Kreuziger        | Alexandr Pliuschin     |
| 2005      | Ian Stannard             | Nicolas Schnyder       | André Steensen         |
| 2006      | Daniele Ratto            | Tejay van Garderen     | Ramūnas Navardauskas   |
| 2007      | Christopher Juul Jensen  | Silvan Dillier         | Evgeni Panayotov       |
| 2008      | Moreno Moser             | Luke Rowe              | Erick Rowsell          |
| 2009      | Nathan Brown             | Christian Mathiesen    | Jelle Lugten           |
| 2010      | Lasse Norman Hansen      | Petr Vakoč             | Lawson Craddock        |
| 2011      | Peter Mathiesen          | Søren Kragh Andersen   | Stefan Küng            |
| 2012      | Taylor Eisenhart         | Peter Mathiesen        | Frederik Plesner       |
| 2013      | Geoffrey Curran          | Christoffer Lisson     | Jonas Gregaard         |
| 2014      | Adrien Costa             | Kevin Geniets          | William Barta          |
| 2015      | Adrien Costa             | Gino Mäder             | Anthon Charmig         |
| 2016      | Marc Hirschi             | Dinmukhammed Ulysbayev | Felix Gall             |
| 2017      | Andreas Leknessund       | Théo Nonnez            | Leon Heinschke         |
| 2018      | Mattias Skjelmose        | William Blume Levy     | Ludvig Aasheim         |
| 2019      | Marco Brenner            | Lars Boven             | William Blume Levy     |
| 2020-2021 | annulé                   | annulé                 | annulé                 |
| 2022      | Jan Christen             | Johannes Kulset        | Menno Huising          |
| 2023      | annulé                   | annulé                 | annulé                 |
| 2024      | Paul Seixas              | Adrià Pericas          | Jakob Omrzel           |
| 2025      | Oskar Louw Larsen        | Daan Dijkman           | Lucas Stevenson        |